# 須磨浦山上遊園
須磨浦山上遊園（すまうらさんじょうゆうえん）は、兵庫県神戸市須磨区の鉢伏山と旗振山の山頂一帯に広がる須磨浦公園内の植物園・遊園地を含む緑ゆたかな公園である。山陽電気鉄道の子会社「須磨浦遊園株式会社」が運営していたが、2019年12月1日から山陽電気鉄道の直営となった。
山陽須磨浦公園駅に直結する須磨浦ロープウェイとカーレーター（勾配25度のゴンドラ）を乗り継ぐと山頂エリアに着く。山頂エリアには須磨海岸～紀淡海峡から六甲山地まで360度のパノラマを楽しめる回転展望閣や林間の散策路があり、さらに観光リフトで谷を渡ったところにはふんすいランド、サイクルモノレール等が設置された遊園地がある。施設の殆どは開園時（1959年）からのもので、レトロ感を楽しむことができる。その西に、名所として知られる梅林、ハマナス園、フジの園といった植物園が広がる。
また園内には六甲全山縦走路が通っており、ハイキングする人のための登山道や周遊路も整備されている。
なお、以前は同地に「ドレミファ噴水パレス」という、噴水・光線・音響効果をミックスさせて観客を楽しませたホールがあったが、老朽化や利用者の減少で1987年に休館した。

## 山上の施設
- カーレーター - 全長91m、勾配25度のゴンドラ
- 回転展望閣 - 1階：レストルーム(ジュークボックス、バーベキューと卓球台の貸出受付、軽食販売)、2階：ゲームコーナー・ロープウェイ手動運転時代の運転台展示・卓球台、3階：喫茶「コスモス」（360度の眺望が楽しめる回転レストラン）、屋上展望台
- 観光リフト - せっつ駅とはりま駅を結ぶ全長268mのリフト。ほぼ中間地点で摂津国と播磨国の国境を越える
- 花の広場 - かつての「ドレミファ噴水パレス」「ふんすいランド」跡地。噴水池のサイドのテラスから明石海峡大橋を望むことが出来る
- チビッコ広場
- ミニカーランド
- サイクルモノレール
- 西部展望台 - 名所の梅林を見下ろす
- 句碑の細道
- 旗振茶屋 - 与謝蕪村が「春の海ひねもすのたりのたりかな」の句を詠んだ場所
- 旗振毘沙門堂

## 所在地
- 〒654-0068 兵庫県神戸市須磨区西須磨字鉄拐
- 〒654-0076 兵庫県神戸市須磨区一ノ谷町五丁目3-2(ロープウェイ須磨浦公園駅改札横事務所)

## 交通アクセス
- 山陽電鉄 須磨浦公園駅から須磨浦ロープウェイとカーレーターで山上へ

## 周辺情報
- 須磨離宮公園
- 須磨寺
- 須磨海水浴場
- 須磨海浜公園
  - 和田岬灯台
- 須磨浦公園
- 神戸須磨シーワールド
- 神戸市立須磨海づり公園